# Miss Mundo Colombia

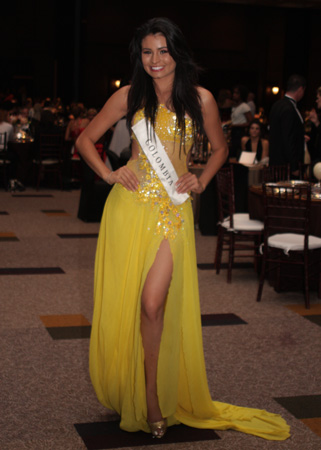
Katherine Medina, Miss Mundo Colombia 2008.

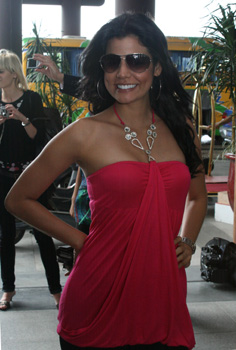
María José Torrenegra, Miss Mundo Colombia 2007.

Miss Mundo Colombia es una organización creada en 1990, que mediante acuerdo con Miss World de Inglaterra elige cada año, a partir de 1992, la representante de Colombia a dicho evento. La actual Ganadora es Andrea Romero Bretón, quien representó al departamento del  Atlántico, de las 27 candidatas enviadas por esta organización desde su creación en 1992 solo 8 han logrado clasificar en Miss Mundo. Esta organización también es la encargada de escoger la participante a estos concursos en representación de Colombia como lo son: Miss Asia Pacific International, Miss Globe, Miss Model Of The World & Miss Polo International entre otros concursos.

## La organización
Su presidente es el Ingeniero Edgar Botero, quién tiene importantes distinciones nacionales e internacionales, por el Variety Club International, El Magazine Selecta de Miami y universidades e instituciones colombianas.
La junta directiva del concurso está conformada por el Jurista Jaime Betancourt Cuartas, quién es el presidente. La doctora Katherine Prieto, directora ejecutiva. El presidente del Consejo Nacional de Belleza, es el doctor Ignacio Pombo, la Dra. Rita Gómez Padilla, la Dra. Laura de Ronderos, el Dr. Fabio Campos, la Sra. Amanda Pineda y el Dr. Jorge Enrique Perea.

## Ganadoras
Desde 1992 se ha elegido consecutivamente a la representante de Colombia en el certamen internacional Miss Mundo, en total han sido 28 hermosas mujeres las que han portado la banda colombiana.
| Año  | Nombre                           | Representación Nacional                  | Posición en Miss Mundo |
| ---- | -------------------------------- | ---------------------------------------- | ---------------------- |
| 1992 | Guerdy Alejandra Oviedo Vargas   | San Andrés, Providencia y Santa Catalina |                        |
| 1993 | Silvia Isabel Durán Angarita     | Santander                                |                        |
| 1994 | Eugenia Ponce de León            | Cauca                                    |                        |
| 1995 | Diana María Figueroa Castellanos | Tolima                                   |                        |
| 1996 | Carolina Arango Corrales         | Risaralda                                | Primera finalista      |
| 1997 | Gladys Buitrago Caicedo          | Caldas                                   |                        |
| 1998 | Mónica Marcela Cuartas Jiménez   | Antioquia                                |                        |
| 1999 | Mónica Elizabeth Escolar Danko   | Atlántico                                |                        |
| 2000 | Andrea Durán Prieto              | Bogotá, D. C.                            | Top 10                 |
| 2001 | Jeisyl Amparo Vélez Giraldo      | Caldas                                   |                        |
| 2002 | Natalia Peralta Castro           | Antioquia                                | Primera finalista      |
| 2003 | Claudia Milena Molina Torres     | Cartagena                                |                        |
| 2004 | Paola Andrea Mariño García       | Bogotá, D. C.                            |                        |
| 2005 | Erika Marcela Querubín Lopera    | Antioquia                                |                        |
| 2006 | Elizabeth Loaiza Junca           | Valle                                    |                        |
| 2007 | María José Torrenegra Ariza      | Atlántico                                |                        |
| 2008 | Katherine Medina Montoya         | Medellín                                 |                        |
| 2009 | Daniela Ramos Lalinde            | Bogotá, D. C.                            | Sexta finalista        |
| 2010 | Laura Marcela Palacio Restrepo   | Medellín                                 | Top 25                 |
| 2011 | Mónica Andrea Restrepo Villamil  | Bogotá, D. C.                            |                        |
| 2012 | Bárbara Cristina Turbay Ridao    | Bogotá, D. C.                            | Top 30                 |
| 2013 | Daniela Ocoró Mejía              | Valle                                    |                        |
| 2014 | Jessica Leandra García Caicedo   | Nariño                                   |                        |
| 2015 | María Alejandra López Pérez      | Risaralda                                |                        |
| 2016 | Shirley Viviana Atertohua Ríos   | Risaralda                                |                        |
| 2017 | María Beatriz Daza Nuñez         | La Guajira                               | Top 40                 |
| 2018 | Laura Osorio Hoyos               | Medellín                                 |                        |
| 2019 | Sara Arteaga Franco              | Medellín                                 |                        |
| 2021 | Andrea Aguilera Arroyave         | Antioquia                                | Top 13                 |
| 2022 | Camila Andrea Pinzón Jiménez     | Boyacá                                   |                        |
| 2023 | Catalina Quintero Fernández      | Amazonas                                 |                        |
| 2024 | Andrea Giovanna Romero Bretón    | Atlántico                                |                        |

### Clasificaciones departamentales

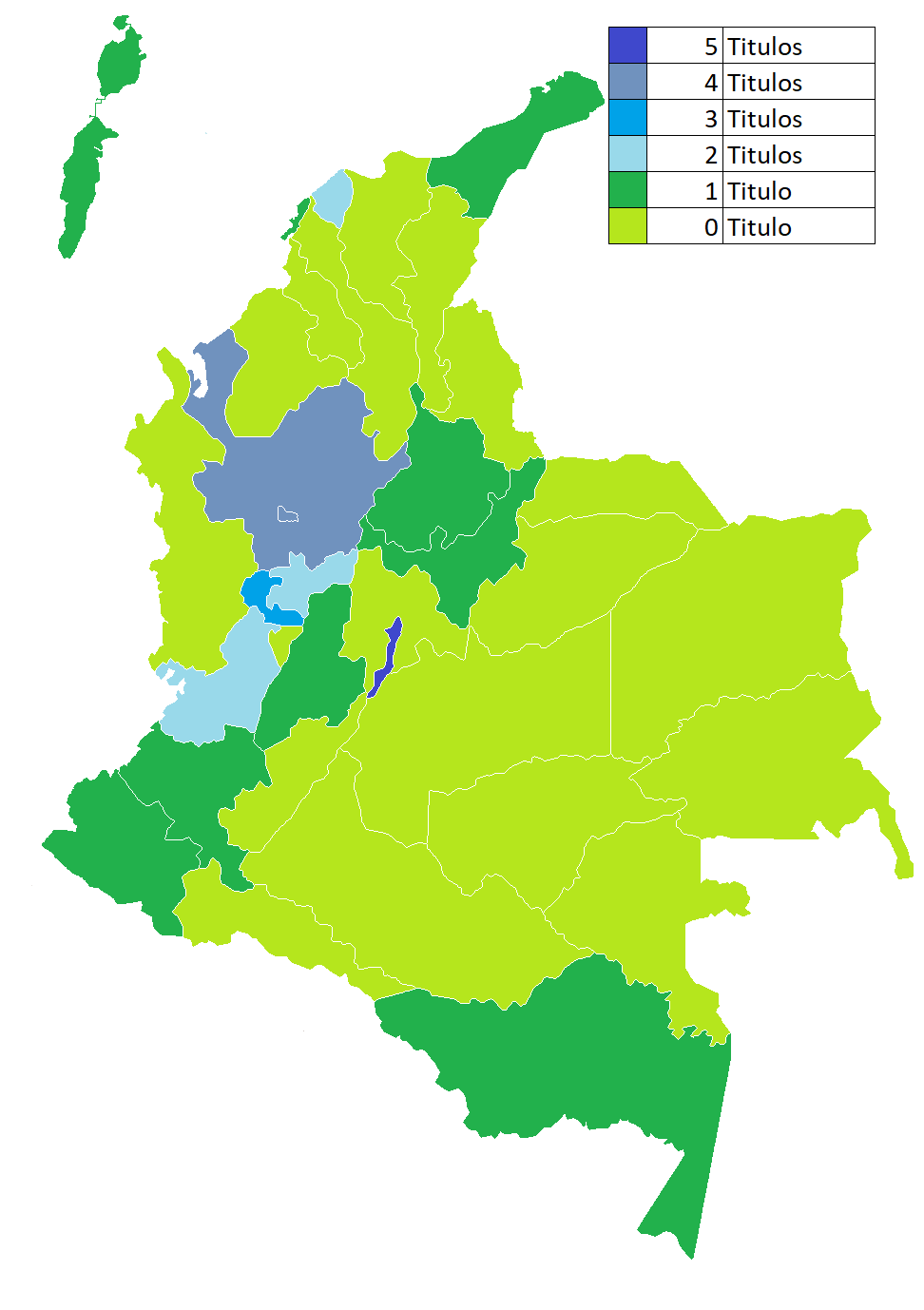
Títulos ganados por regiones en Miss Mundo Colombia

| Representación           | Títulos | Años                          |
| ------------------------ | ------- | ----------------------------- |
| Bogotá                   | 5       | 2000, 2004, 2009, 2011, 2012. |
| Antioquia                | 4       | 1998, 2002, 2005, 2021.       |
| Medellín                 | 4       | 2008, 2010, 2018, 2019.       |
| Atlántico                | 3       | 1999, 2007, 2024.             |
| Risaralda                | 3       | 1996, 2015, 2016.             |
| Valle del Cauca          | 2       | 2006, 2013.                   |
| Caldas                   | 2       | 1997, 2001.                   |
| Amazonas                 | 1       | 2023.                         |
| Boyacá                   | 1       | 2022.                         |
| La Guajira               | 1       | 2017.                         |
| Nariño                   | 1       | 2014.                         |
| Cartagena                | 1       | 2003                          |
| Tolima                   | 1       | 1995.                         |
| Cauca                    | 1       | 1994.                         |
| Santander                | 1       | 1993.                         |
| San Andrés y Providencia | 1       | 1992.                         |

## Representación Internacional

### Miss Globe
| Año  | Nombre                      | Posición Miss Globe |
| ---- | --------------------------- | ------------------- |
| 2004 | Vivian Vanessa Gómez        |                     |
| 2005 | Yuri Natalia Arango         | Top 20              |
| 2007 | Freyler Giovanna Delegado   |                     |
| 2008 | Lilibeth Lenis              | Top 12              |
| 2009 | Kimberly Reyes Hernández    |                     |
| 2010 | Susana Cardona Cardona      |                     |
| 2011 | Edna Ferrin Córdoba         | Segunda finalista   |
| 2012 | Melissa Velasquez Moncada   | Top 10              |
| 2013 | Lady Fernanda Rodriguez     |                     |
| 2014 | María Cristina Vergara      | Primera finalista   |
| 2015 | Laura Sofia Gaviria         | No Concursó         |
| 2016 | Yenny Katherine Carrillo    | Primera finalista   |
| 2017 | Dahizé Almanza Ledesma      |                     |
| 2018 | Valentina Sánchez Cifuentes |                     |
| 2019 | Hillary Cerra Franco        |                     |
| 2020 | Laura Viviana Rentería      |                     |
| 2021 | Natalia Garizabal Vera      |                     |
| 2022 | Sofía Fernanda Donado Díaz  | Top 15              |
| 2023 | Luisiana Muñoz Bayona       |                     |
| 2024 | Diana Moreno Sedano         | Mis Globe 2024      |

### Míster Mundo
| Año  | Nombre                         | Posición Míster World |
| ---- | ------------------------------ | --------------------- |
| 1996 | Franz Serrano                  |                       |
| 1998 | Felipe Arturo Barbosa Carrasco |                       |
| 2000 | Ángel Ulloa Rodríguez          |                       |
| 2003 | Leonardo Morán                 |                       |
| 2007 | Hugo Villegas                  |                       |
| 2010 | Camilo Tocancipá               |                       |
| 2012 | Francisco Escobar              | Mister World 2012     |
| 2014 | Tomas Marin                    |                       |
| 2017 | Sin participación              |                       |
| 2019 | Daniel Castrillón              |                       |